# 亞亞區

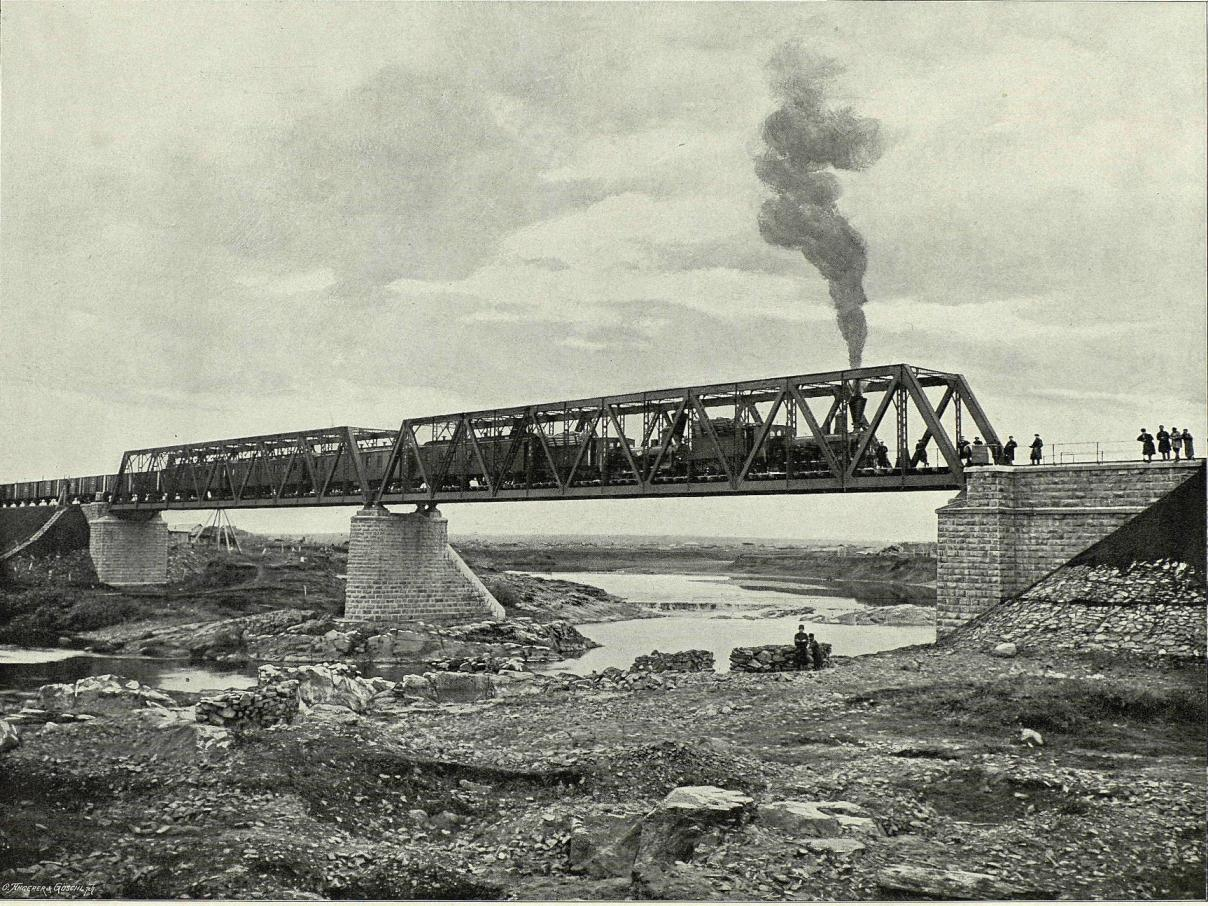

56°12′00″N 86°26′00″E / 56.2000°N 86.4333°E
亞亞區（俄语：Яйский район），是俄羅斯的一個區，位於該國南部，由科麥羅沃州負責管轄，面積2,669平方公里，2010年該區人口20,383，人口密度每平方公里7.64人。